# تاي شيريدان
تاي شيريدان (بالإنجليزية: Tye Sheridan)‏ (مواليد 11 نوفمبر 1996 في إلكهارت)، هو ممثل أمريكي بدأ مسيرته الفنية عام 2011.

## الأعمال
- شجرة الحياة (2011)
- مسلسل آخر الرجال (2011)
- فيلم ماد (2012)
- تجربة سجن ستانفورد (2015)
- أماكن مظلمة (2015)
- دليل الكشافة إلى زومبي نهاية العالم (2015)
- رجال إكس: نهاية العالم (2016)

## وصلات خارجية
- تاي شيريدان على موقع IMDb (الإنجليزية)
- تاي شيريدان على موقع ميتاكريتيك (الإنجليزية)
- تاي شيريدان على موقع روتن توميتوز (الإنجليزية)
- تاي شيريدان على موقع قاعدة بيانات الأفلام العربية
- تاي شيريدان على موقع ألو سيني (الفرنسية)
- تاي شيريدان على موقع تيرنر كلاسيك موفيز (الإنجليزية)
- تاي شيريدان على موقع أول موفي (الإنجليزية)
- تاي شيريدان على موقع بوكس أوفيس موجو (الإنجليزية)
- تاي شيريدان على موقع قاعدة بيانات الأفلام السويدية (السويدية)
- تاي شيريدان على موقع قاعدة بيانات الفيلم (الإنجليزية)